# 徐永椿
徐永椿（1910年—1993年），男，江西南昌人，中国树木学家、林业教育家，曾任西南林学院院长、教授。